# トゥインクルハート 銀河系までとどかない
『トゥインクルハート 銀河系までとどかない』（トゥインクルハート ぎんがえけいまでとどかない）は、1986年12月5日にサイ・エンタープライズより発売、クラウンレコードから販売されたOVA。

## ストーリー
天竺界を統べるオー!ゴッドの持つ宝物「LOVE」が無くなって数ヶ月。ゴッドは巫女のチェリーとレモン、そして養女のベリーの三人に「LOVE」を探してくるように命じるが、三人は偶然立ち寄った地球にそのまま住み着いてしまい、ハンバーガーショップを営みながら女子高生として暮らしていた。
そんなある日。トレジャーチェッカーのボウイが「LOVE」の反応をキャッチし、三人は宇宙船に乗り込み、とある惑星に向かった。その惑星で三人は、シャイミィとシュークリームバットという生きたぬいぐるみと出会った。この惑星では「命のエキス」によって生命を与えられたぬいぐるみが暮らしているが、その「命のエキス」を狙うトレジャーコンツェルンによってぬいぐるみ職人のツェペット老人が誘拐されてしまっていた。三人は「命のエキス」が「LOVE」に関係するものだと判断し、偶然出会ったトレジャーハンターのJ.Jと共に、ツェペット老人を助けるため、トレジャーコンツェルンのアジトに乗り込む。

## 登場人物
チェリー
オー!ゴッドに仕える巫女。三人の中では一番のしっかり者で、「LOVE」探しのリーダー。
レモン
オー!ゴッドに仕える巫女。純真な性格で、J.Jに恋している。
ベリー
オー!ゴッドの養女。チェリーとレモンのお目付け役として同行するが、その役目を果たさず地球での暮らしを満喫している。
J.J
「LOVE」を狙うトレジャーハンターの青年で、本名は「佐伯」。三人が通う高校に一ヶ月前に転校してきた。
セシリアン
犯罪結社トレジャーコンツェルンの幹部。「命のエキス」を狙いツェペットを誘拐する。

## キャスト
- チェリー - 柴田由美子
- レモン - 岡本麻弥
- ベリー - 山本百合子
- J.J - 矢尾一樹
- ボウイ - 長畑由美
- シャイミィ - 高田由美
- シュークリームバット - 伊藤美紀
- セシリアン - 榊原良子
- ツェペット老人 - 松岡文雄[2]
- 兵士 - 鈴木勝美、湯原貴氏
- 子供 - 羽村京子
- クラスメート - 安藤ありさ
- オー!ゴッド - 柴田秀勝

## スタッフ
- 企画・製作 - 黒田誠吾
- 企画 - プロジェクトチーム永久機関
- プロデューサー - 外崎清
- 総監督 - 奥田誠治
- 原作 - 奥田誠治、寺田憲史
- 脚本 - 寺田憲史
- 監督、絵コンテ - 遠藤克己
- キャラクター・メカデザイン、作画監督 - 山本佐和子
- メカニクル作画監督 - 黄瀬和哉、糸島雅彦
- 作画監修 - 谷口守泰、村中博美
- 音響監督 - 渡辺淳
- 音響効果 - 神保大介、伊藤克己
- 音響監修 - 松浦典良
- 撮影監督 - 高橋明彦、菊地英明
- 美術監督、美術設定、ボード - 中村光毅
- 色指定 - 吉田玲子
- 特殊効果 - 田中孝夫
- 編集 - 松村将弘
- 制作協力 - プロジェクトチーム永久機関、アニメアール、スタジオ・ムー、ポラリス、スタンダップ、デザインオフィス・メカマン、スタジオウッド、ドルビー研究所、極東コンチネンタル、クラウンレコード、龍プロダクション[3]
- 製作・発売 - サイ・エンタープライズ
- 販売元 - クラウンレコード

## 主題歌
「We're changin'-ティア、振り向かないで」
作詞 - 麻生圭子 / 作曲 - 大内義昭 / 編曲 - 渡辺博也 / 歌 - 尾高千恵
「yes,we are open!」
作詞 - 寺田憲史 / 作曲 - いけたけし / 編曲 - いけたけし、戸塚修 / 歌 - ウィンキーズ（山本百合子、岡本麻弥、柴田由美子）

## 映像ソフト
VHS
「トゥインクルハート 銀河系までとどかない TWINKLE HEART PART1」OAS-1014 1986年12月5日発売（発売元：サイ・エンタープライズ、販売元：クラウンレコード）　
Betamax
「トゥインクルハート 銀河系までとどかない TWINKLE HEART PART1」OAB-1014 1986年12月5日発売（発売元：サイ・エンタープライズ、販売元：クラウンレコード）　
レーザーディスク
「トゥインクルハート 銀河系までとどかない TWINKLE HEART PART1」78LC-1007 1987年5月21日発売（発売・販売元：クラウンレコード）

## サウンドトラック盤
コンパクトディスク
ZL-70 1986年12月21日発売（発売・販売元：クラウンレコード）
LPレコード
GWP-1043 1986年12月5日発売（発売・販売元：クラウンレコード）
カセットテープ
CNT-2070 1986年12月5日発売（発売・販売元：クラウンレコード）